# Anarchias euryurus
Anarchias euryurus es una especie de pez de la familia de los morénidas en el orden de los Anguilliformes.

## Morfología
Los machos pueden llegar a alcanzar los 25 cm de longitud total.

## Distribución geográfica
Se encuentra desde las Azores hasta las islas del Golfo de Guinea.
Sugiere 